# Kimmo Latvamäki
Kimmo Latvamäki (Ruovesi, 6 de junio de 1976) es un deportista finlandés que compitió en piragüismo en la modalidad de aguas tranquilas. Ganó una medalla de bronce en el Campeonato Europeo de Piragüismo de 2005, en la prueba de K1 200 m.

## Palmarés internacional
| Campeonato Europeo | Campeonato Europeo | Campeonato Europeo | Campeonato Europeo |
| Año                | Lugar              | Medalla            | Competición        |
| ------------------ | ------------------ | ------------------ | ------------------ |
| 2005               | Poznań (Polonia)   | Medalla de bronce  | K1 200 m           |